# Lesnictví

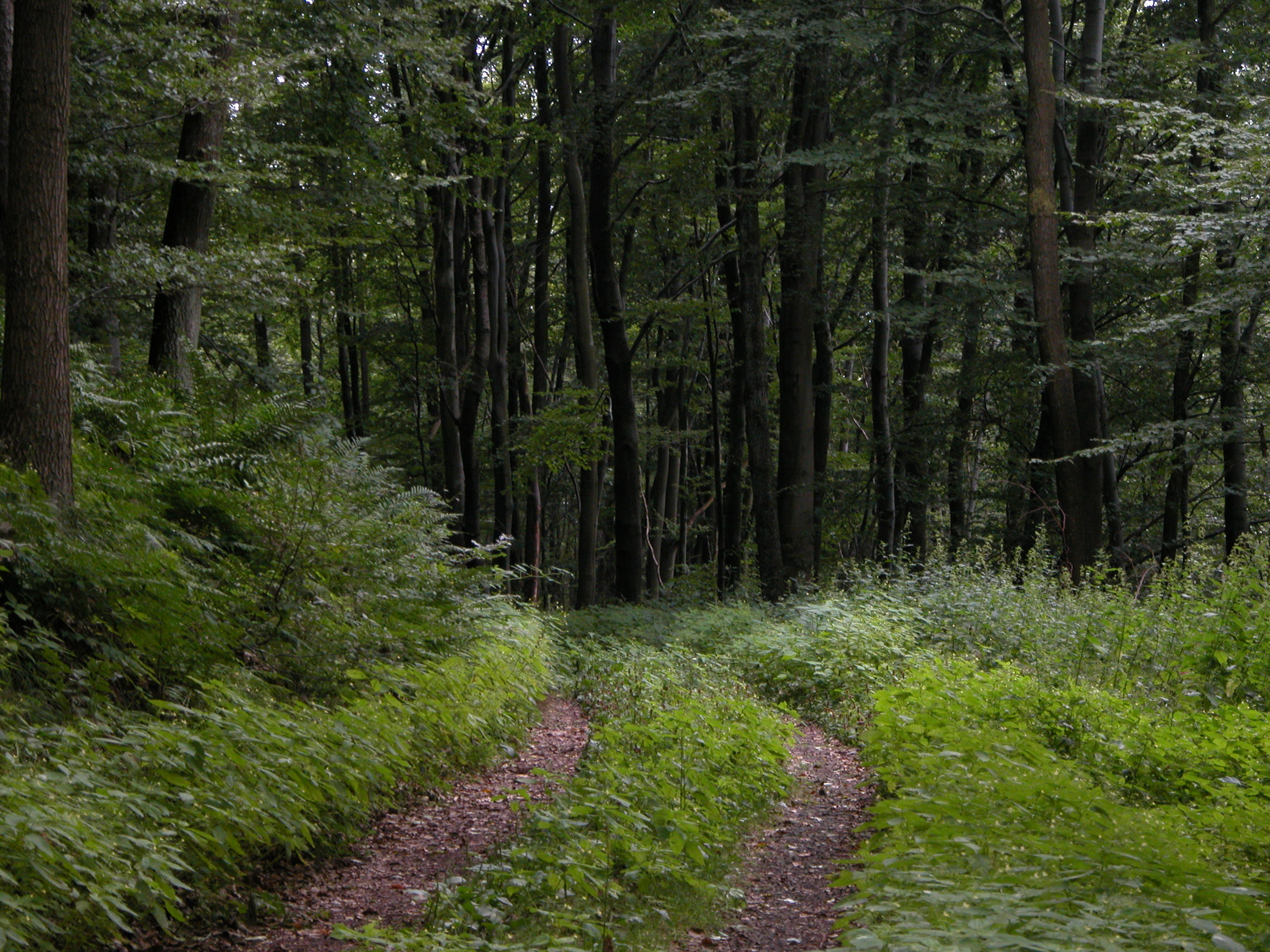
Lesní cesta umožňuje zpřístupnění lesa

Lesnictví je obor lidské činnosti, který se zabývá udržením a zvelebením lesů a plným využitím jejich užitků ve prospěch vlastníků i společnosti). Dalším cílem lesnictví je pak produkce dříví, jako důležité obnovitelné suroviny, prostřednictvím trvale udržitelného hospodaření v lese. Při tomto hospodaření les zároveň poskytuje významné kladné externatity.
Nejčastěji uváděné mimoprodukční funkce (kladné externality) poskytované hospodářskými lesy jsou:
- Vodohospodářská funkce – lesy rostoucí v povodí vodních toků zlepšují vyrovnanost průtoků, tlumí extrémy a mají vliv i na kvalitu vody
- Půdoochranná funkce – les je účinná ochrana půdy před erozí
- Klimatická funkce – Lesy tlumí klimatické extrémy, vytvářejí specifické porostní mikroklima nutné pro existenci četných lesních rostlin a živočichů. Lesní dřeviny i ostatní rostliny spotřebovávají významné množství oxidu uhličitého, který dočasně vážou ve své biomase. V případě, že roste zásoba biomasy (dříví) na jednotce plochy, snižuje les množství oxidu uhličitého (důležitého skleníkového plynu) v zemské atmosféře
- Rekreační funkce – les je prostor významný pro rekreaci
- Funkce "rezervoáru" biodiverzity – lesy jsou útočištěm pro řadu volně žijících druhů živočichů a rostlin,
- Krajinotvorná funkce – les je důležitý krajinný a estetický prvek

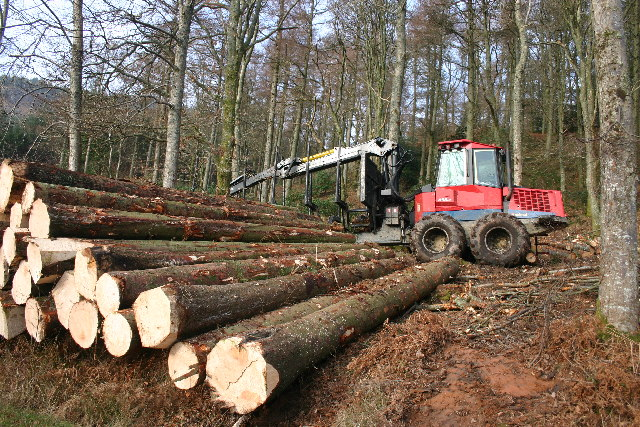
Vyvážecí traktor na skládce dříví

## Historické epochy využívání lesů člověkem
Přirozené lesy různého druhového složení byly v klimatických podmínkách České republiky naprosto převládajícím přirozeným ekosystémem. Přirozená lesnatost v době pronikání prvních početně významnějších populací lidí se blížila 100 %, ale ještě na začátku 10. století je odhadována na více než 70 %, stejně jako tomu bylo ve většině zemí střední Evropy. Do vývoje absolutní většiny lesů již v historii člověk nějakým způsobem zasáhl. Vztah člověka k lesům lze, při jistém zjednodušení, rozdělit do tří základních historických etap:

### I. Období využívání přírodního lesa „přírodním“ člověkem
Toto období se kryje s počátky dějin lidstva. Dřevo bylo spolu s kamenem, rákosem nebo kostmi prvním materiálem, který pravěcí lidé začali používat. Člověk se zpočátku v ekosystému lesa choval stejně, jako ostatní živočichové. Les byl v tomto historickém období přírodním výtvorem. Člověk vývoj ekosystému, jehož byl sám součástí, samozřejmě ovlivňoval. V zásadě se však nemohl stát limitujícím faktorem jeho vývoje.

### II. Období kořistného využívání lesa člověkem

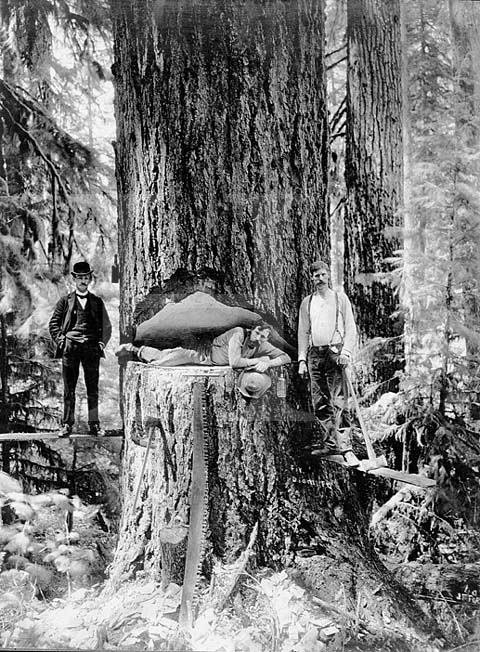
Exploatace pralesů v USA, Oregon, 1905

Toto období započalo před mnoha tisíci lety a v Evropě trvalo tak dlouho, dokud byly přírodní lesy relativně dostupné v dostatečné míře. Lesy byly využívány jako „nevyčerpatelný“ zdroj surovin aniž by o ně člověk pečoval. Příčinou změny vztahu k lesu byla na počátku proměna člověka v zemědělce, který kácel nebo žďářil les a na jeho místě zakládal pole a pastviny. Kolonizace probíhala pochopitelně od nejúrodnějších a k zemědělství nejvhodnějších poloh (úvaly, říční nivy). Po vyčerpání úrodnosti půdy (v podmínkách střední Evropy 2–3 roky), musel zakládat pole nová, a tím ničil významné rozlohy přírodního lesa. Některá opuštěná pole opět samovolně zarůstala lesem.
V lesích prvotní zemědělci pásli dobytek. Lesní pastva hospodářských zvířat znesnadňovala, někdy až úplně znemožnila, obnovu citlivějších stromových druhů (jedle, buky, javory, jasany, jilmy). Pastvou dobytka poškozované lesy řídly a prosvětlovaly se. V souvislosti se středověkou těžbou rud a rozvojem hornictví a zpracování kovů byly vytěženy i rozsáhlé lesní komplexy pohraničních pohoří, ze kterých se dříví plavilo po splavněných řekách. Dříví se používalo k zajištění štol, dřevěným uhlím se pražily rudy a tavil se kov. Další palivové dříví polykaly sklárny. Sklářské hutě se dokonce za dřívím stěhovaly stále výše do hor.
Všestranná použitelnost dřeva pro výrobu nástrojů, jako stavebního materiálu i paliva vedla k tak intenzívní exploataci lesů, že se nestačily samy obnovovat, a proto jich v blízkosti lidských sídel výrazněji ubývalo již ve středověku. V novověku se tempo úbytku lesů dále stupňovalo úměrně růstu populace, nástupu průmyslové velkovýroby a rozšiřování způsobů využití dříví. Na neutěšený stav lesů reagovali osvícení vládci, snažící se jejich devastaci zabránit legislativní ochranou a tresty za nelegální těžby. Historie ale prokázala, že pasivní ochrana lesů, byť vynucovaná drakonickými tresty, nevede k cíli, pokud nelze poptávku po dříví ničím nahradit. Teprve objev a následný rozvoj širokého využití kamenného uhlí v průmyslu a dopravě devastaci lesů částečně zmírnily.

### III. Období hospodářského využívání lesa – vznik lesnictví
Lesům hrozil zánik, což by pravděpodobně vyvolalo také kolaps lidské společnosti, která byla na tehdejším stupni vývoje na dříví závislá jak energeticky (palivo) i materiálově (řemesla, stavebnictví, průmysl). Vznik lesnictví byl logickou reakcí v období, kdy přírodní lesy nebyly dále schopné pokrýt neustávající poptávku po dříví. Objem těžeb jednoduše převýšil tempo samovolné spontánní obnovy lesů. Cílem lesnictví proto bylo docílit rovnováhy mezi produkcí a spotřebou dříví. V tehdejší terminologii šlo o zajištění trvalosti produkce a výnosové vyrovnanosti při maximalizaci výnosů (dnes bychom to označili za trvale udržitelný rozvoj). Těchto cílů naši předchůdci dosáhli skutečným zvýšením produkce dříví a aktivní ochranou lesů jako přírodního zdroje. Les musel být chráněn, aby mohl poskytovat dříví a ostatní produkty.
Pasáž z Nařízení Ministerstva orby z 3. července 1873 č. 6953 – k pustošení lesů: „Pustošení lesů povstává ostatně málo kdy náhle neb toliko jedním činem pěstování lesa se příčícím, nýbrž děje se poznenáhlu tím, že se v lesích dříví opět a opět přílišně vysekává, půda odkrývá, že ve veliké míře a nepřiměřeně stlaní se hrabe, tráva seká, dobytek pase, smůla sbírá atd.; budiž tedy na majitele lesů i v tomto směru dohlíženo,by nenakládali se svými lesy a jich nepoužívali takovým způsobem, který se příčí zásadám řádného hospodářství lesního a předpisům lesního zákona.“
Současně byla ale významná část výnosů z lesa neustále reinvestována do ochrany lesů, jejich obnovy a zvelebení (meliorace lesních půd, budování dopravních staveb, hrazení bystřin, zřizování lesních školek...).

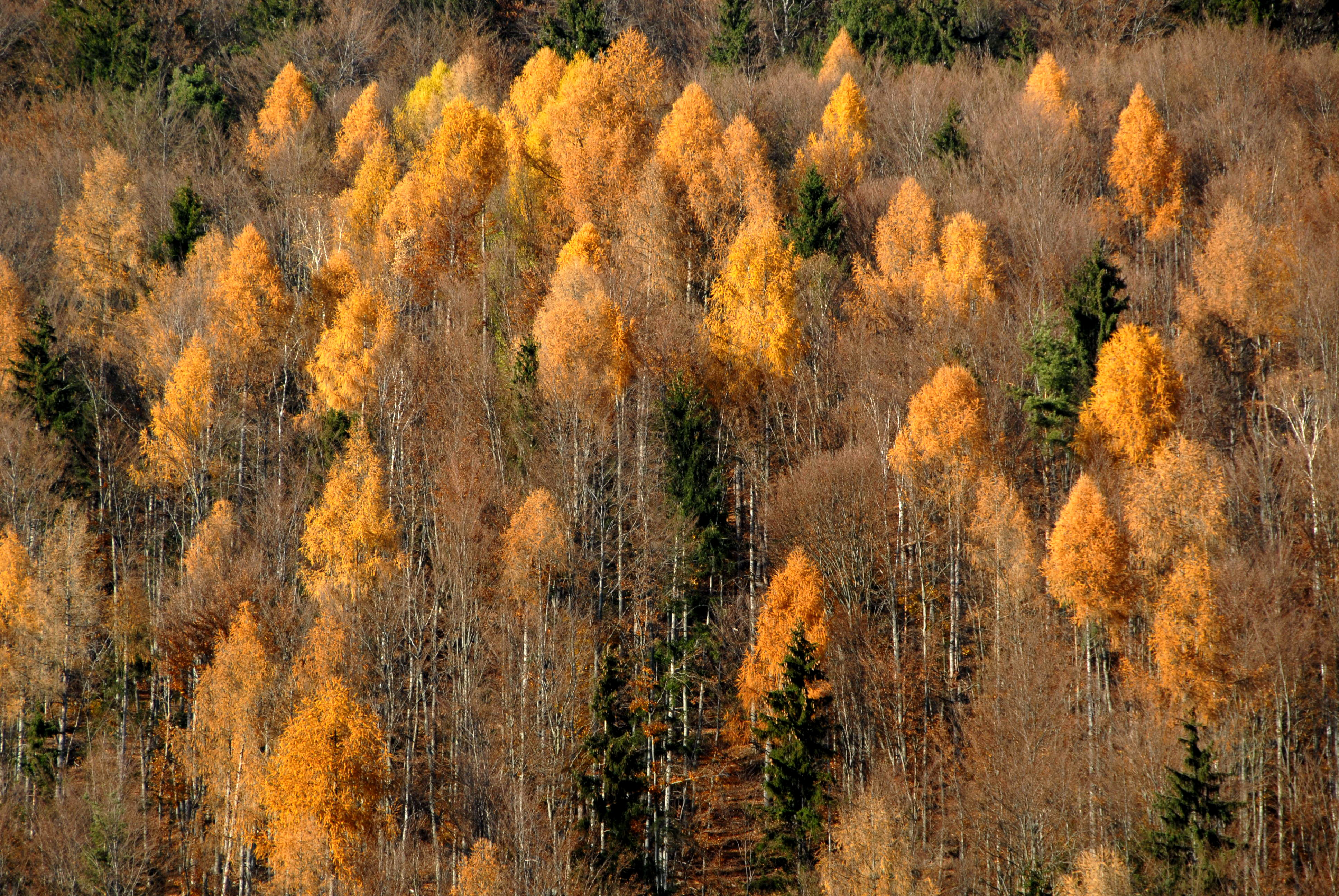
Smíšený horský les (Rakousko)

## Náplň a poslání lesnictví
Úkolem lesnictví je nalezení rovnováhy mezi hospodářským využíváním a ochranou lesů. V počátcích lesnictví, kdy byl kritický nedostatek dříví a jiných produktů lesů, dominoval požadavek na rychlé zvýšení produkce, s následným zajištěním její trvalosti, vyrovnanosti a jistoty. Lesnictví se přednostně orientovalo na produkci dříví. Ochrana lesa a prostředí byly rozvíjeny postupně, jako cesta k zajištění udržitelné a dlouhodobé produkce lesa.
Vědomí potřeby péče o les posílil pokrok přírodních věd a znalosti o vztazích v ekosystémech (ekologie), o úloze lesa v krajině a životním prostředí člověka. Poptávka po mimoprodukčních užitečných funkcích lesa (vyvolaná zejména pokračující industrializací a místním kalamitním zánikem lesů v důsledku průmyslových imisí) vedla postupně až k formulaci současných názorů na trvale udržitelné hospodaření v lesích.
Lesní hospodářství je součástí národního hospodářství, poskytuje zaměstnání lidem zejména na venkově a na jeho produkci je vázán dřevozpracující průmysl a další národohospodářská odvětví. Součástí lesnictví je proto snaha o nalezení rovnováhy mezi ekonomickými zájmy vlastníka lesa a veřejným zájmem na ochraně přírody a krajiny.
Závěry Evropské konference v Helsinkách (1993) formulují úkoly lesnictví takto: Péče o lesy a lesní půdu takovým způsobem a v takovém rozsahu, aby byla zachována jejich biodiverzita, produktivita, regenerační schopnost, vitalita a schopnost plnit nyní i v budoucnu důležité ekologické, ekonomické a sociální funkce, a to na místní, celostátní i celosvětové úrovni, a tak, aby nedocházelo k poškozování ostatních ekosystémů.

## Historie lesnictví

### Historie v Čechách a na Moravě
Prvním dochovaným dokumentem, týkajícím se území nynější České republiky (ale i Střední Evropy), který dokládá existující veřejný zájem o stav lesů, jejich ochranu, a snahu o omezení jejich využívání, byl kolem roku 1350 připravovaný zákoník Karla IV. Nikdy sice nevstoupil v platnost, ale stal se vzorem pro lesní řády, které vydala řada velkých vlastníků lesů – zejména některá města. Již v 16. století byl v Království Českém zřízen úřad nejvyššího lovčího, jako státní orgán dohlížející na stav lesů. Přesto až do poloviny 18. století ponechával stát péči o lesy bezvýhradně jejich vlastníkům.
Za počátek systematického hospodaření v českých, moravských a slezských lesích se považuje vydání zemských lesních řádů (Čechy a Morava roku 1754, Slezsko roku 1756). Jejich dodržování bylo problematické, protože chyběli kvalifikovaní lesníci – lesní hospodáři. Proto bylo roku 1850 vydáno nařízení o státních zkouškách pro lesní hospodáře a o zkouškách osob určených k ochraně lesů. V té době také dochází k rozvoji lesnického školství. Mezníkem otevírajícím moderní historii hospodaření v lesích se stal Rakousko-Uherský zákon č. 250/ 1852, který v pojetí lesního hospodářství zakotvil ekonomické procesy, které pak vedly k vytvoření lesního hospodářství jako samostatného hospodářského odvětví (na území nynější České republiky tento zákon platil až do roku 1960).
V 19. století nebyla známá nebezpečí spočívající v ohrožení stejnověkých monokulturních lesů hmyzími škůdci nebo extrémními výkyvy počasí (bořivý vítr, mokrý sníh, sucho, …), takže byly zakládány většinou lesy monokulturní a stejnověké. Došlo tak k zásadní změně druhového složení našich lesů. Byly zakládány borové a smrkové monokultury, které v důsledku tehdejších finančně výnosových teorií byly pokládány za nejvýnosnější. Převládal holosečný hospodářský způsob a uměle založené kultury byly vychovávány šablonovitě. Rozvíjel se stanovištní průzkum a do popředí se dostala otázka zhoršování půdy související s pěstováním monokultur.
Během druhé světové války sice docházelo v našich lesích ke zvýšeným těžbám způsobeným požadavky válečného hospodářství, ale celkově lesy tuto krátkou epizodu přestály v poměrně dobrém stavu, stejně jako poválečné znárodňování a násilnou kolektivizaci (na rozdíl od svých bývalých majitelů).
V roce 1960 byl přijat nový lesní zákon (166/60Sb. o lesích a lesním hospodářství). Za základní hospodářský způsob stanovuje hosp. způsob maloplošný pasečný (podrostní), vyzdvihuje mimoprodukční funkce lesa a zakazuje holoseče širší než výška porostu. Tento zákon ovšem nevyhovoval socialistickému hospodaření tehdejších podniků státních lesů. Proto byl již v roce 1977 schválen nový zákon o lesích (61/1977 Sb.), který umožnil tzv. „racionalizaci“ lesního hospodaření (větší holé seče, upuštění od striktně podrostního a maloplošného hospodaření). Přesto nelze říci, že by hospodaření tehdejších Státních lesů mělo zásadně negativní vliv na stav našich lesů. To ovšem neplatí o vlivu ležícím mimo pravomoci tehdejšího lesního hospodářství. Tím byly průmyslové imise a kyselé deště, které během 70. a 80. let 20. století způsobily odumření a rozpad rozsáhlých porostů zejména v horských polohách severních pohoří (Krušné hory, Jizerské hory, Krkonoše a Orlické hory, částečně i další pohoří).
Po roce 1989 byla asi nejvýznamnější změnou restituce (navrácení) zhruba 40 % rozlohy lesů původním vlastníkům. Během 90. let minulého století skokově vzrostly pravomoci státních orgánů ochrany přírody (přijetí zákona 114/92Sb.) a byl také přijat nový zákon o lesích (289/1995 Sb.).
Přes veškeré legislativní kotrmelce a dějinné zvraty docházelo postupně (zejména od počátku 20. století) na základě zkušeností ke korekcím hospodaření s cílem druhově a prostorově lesy diferencovat. Do porostů byly vkládány meliorační a zpevňující dřeviny, porosty byly vychovávány prořezávkami a probírkami, byly zřizovány zpevňovací pásy, rozluky i závory s cílem zvýšit jejich stabilitu. Podrobně byly propracovány způsoby přirozené i umělé obnovy lesa, modely výchovy porostů i způsoby lesní těžby, stále s ohledem na prvotní cíl (trvale udržitelné, výnosově vyrovnané hospodaření zajišťující produkci obnovitelné suroviny – dříví).
V lesním hospodářství od druhé poloviny 20. století sílí tendence využívání přirozených procesů (v různých podobách tzv. přírodě blízkého lesního hospodářství). Jedná se i o ekonomicky racionálnější přístup s jistým přínosem pro vlastníka lesa, o čemž svědčí stále větší množství zejména soukromých a společenstevních lesů, které tyto postupy využívají.

### Historie v Polsku
Od konce druhé světové války se lesní zdroje v Polsku systematicky zvyšují. Hospodaření v lesích v letech 1946–1970, bylo převážně založené na zalesňování (především borovice) a zvýšilo lesnatost Polska na 28 %. K 31. prosinci 2016 pokrývaly lesní plochy již 9 milionů 230 tisíc ha, což představovalo 29,5 % rozlohy země. V roce 2020 pokrývaly lesy asi 30 % rozlohy země a v roce 2050 to bude 33 %. Polské lesy, podle struktury z roku 2014, jsou převážně borovicové (cca 58,5 %), podíl ostatních stromů (bříza, dub, buk, smrk a další) nepřekračuje 7,5 %.

## Lesnické podobory
- pěstování lesa – Zabývá se péčí o lesní porosty od jejich vzniku až po smýcení.[8] Jeho součástí jsou další podobory: semenářství, školkařství, zakládání nebo obnova (zalesňování) a výchova lesních porostů, tj. usměrňování růstu a vývoje lesních porostů. Jde o soubor biotechnických opatření, která směřují k ekonomickému využívání dřevin a biocenózy lesa.[9] Vysazování lesa ovšem snižuje místní dostupnost vody.[10][11]
- hospodářská úprava lesa
- lesnická chemie
- lesnická biologie
- lesnická geodézie
- lesnické stroje a zařízení
- lesní těžba
- lesnická typologie
- lesnická geologie
- lesnická administrativa
- lesnická botanika
- lesnická zoologie
- myslivost
- obecná ekologie
- ekologie a úprava krajiny
- oceňování lesů
- lesnická fytocenologie
- lesnická pedologie
- lesnická dendrologie
- ochrana lesa
- obchod se dřívím
- lesnické meliorace
- zpracování dřeva
- lesnická legislativa
- lesnická politika
- lesní normy
- ekonomika lesního hospodářství
- management lesního hospodářství
- arboristika
- agrolesnictví
- lesní pedagogika